# Barbara Piecha
Barbara Piecha conosciuta anche come Barbara Piecha-Gawior (Katowice, 4 marzo 1949) è un'ex slittinista polacca.
È coniugata con Ryszard Gawior, a sua volta ex slittinista di livello internazionale.

## Biografia
Gareggiò per la nazionale polacca esclusivamente nella specialità del singolo. Dopo il matrimonio venne saltuariamente indicata anche con il cognome del marito.
Prese parte a due edizioni dei Giochi olimpici invernali: a Sapporo 1972, giunse nona e ad Innsbruck 1976, in quella che fu la sua ultima competizione a livello internazionale, concluse in tredicesima posizione.
Ottenne il suo più importante risultato conquistando la medaglia d'oro ai campionati mondiali di Schönau am Königssee 1970; l'anno seguente vinse la medaglia di bronzo 
sia ai mondiali di Valdaora 1971 sia agli europei di Imst 1971.
Negli anni successivi, anche a causa di alcuni gravi infortuni quali quello occorso sulla pista di Harrachov e la complicata operazione al gomito, la rottura della caviglia ad Hammarstrand o l'operazione ai tendini, non riuscirà più a conquistare piazzamenti sul podio nelle competizioni internazionali. 

## Palmarès

### Mondiali
- 2 medaglie:
  - 1 oro (singolo a Schönau am Königssee 1970);
  - 1 bronzo (singolo a Valdaora 1971).

### Europei
- 1 medaglia:
  - 1 bronzo (singolo a Imst 1971).